# 붐 개스퍼

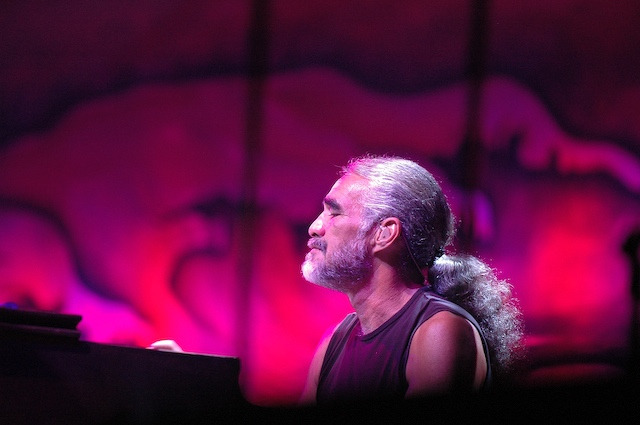

붐 개스퍼(Kenneth Boom Gaspar)는 건반 연주자이다. 하와이에서 서핑을 하다가 에디 베더를 만난 후, 2003년부터 펄 잼이 공연이나 녹음 할 때에 피아노·건반·풍금을 연주한다. 하지만 정식 구성원은 아니다. 개스퍼가 주목을 받게 되면 팬들은 '붐!' 하고 소리친다.

## 음반

### 펄 잼 디스코그래피
- Riot Act
- Live at Benaroya Hall
- Rearviewmirror
- Pearl Jam (음반)
- Lightning Bolt (펄 잼의 음반)